# Табачненское сельское поселение (Джанкойский район)
Табачненское се́льское поселе́ние (укр. Табачненське сільське́ посе́лення, крымскотат. Acı Ahmat köy yurtu, Аджы Ахмат кой юрту) — муниципальное образование в Джанкойском районе Республики Крым Российской Федерации.
Административный центр — село Табачное.

## География
Расположено на востоке Джанкойского района, в степной зоне полуострова, у границы с Нижнегорским районом.

## История
6 февраля 1988 года был образован Табачненский сельский совет.
Статус и границы Табачненского сельского поселения установлены Законом Республики Крым от 5 июня 2014 года № 15-ЗРК «Об установлении границ муниципальных образований и статусе муниципальных образований в Республике Крым».

## Население
| 2001  | 2014  | 2015  | 2016  | 2017  | 2018  | 2019  |
| ----- | ----- | ----- | ----- | ----- | ----- | ----- |
| 2233  | ↘1801 | ↗1805 | ↘1771 | ↘1733 | ↘1725 | ↘1715 |
| 2020  | 2021  |       |       |       |       |       |
| ↘1695 | ↗1743 |       |       |       |       |       |

## Состав сельского поселения
| № | Населённый пункт | Тип населённого пункта       | Население |
| - | ---------------- | ---------------------------- | --------- |
| 1 | Новосельцево     | село                         | ↘433      |
| 2 | Табачное         | село, административный центр | ↘1287     |
| 3 | Фёдоровка        | село                         | ↘15       |
| 4 | Хлебное          | село                         | ↘66       |